# Шматов, Павел Алексеевич
Павел Шматов — заслуженный мастер спорта России. Спорт лиц с поражением ОДА (Спортивное ориентирование). Специализация — дисциплины Трейл-ориентирования. Родился 17 июня 1980 года. Тренер — Валов Виталий Борисович. Родился и проживает в г. Липецк.

## Биография
Неоднократно выступал на чемпионатах мира за Сборную России среди здоровых — см. официальный протокол Чемпионата мира 2009 года по трейл ориентированию (World Trail Orienteering Championship 2009 — Miskolc, Hungary).
Колясочник Павел Шматов Россия (Pavel Shmatov RUS) — результат 30 очков 240 секунд — выступал на классической дистанции Чемпионата Мира за сборную России среди здоровых (Open class).
Второй в истории России спортсмен-паралимпиец завоевавший медаль в личном зачете на чемпионате мира по трейл-ориентированию (Швеция 2016 — второе место).
Второй в истории России спортсмен-паралимпиец завоевавший золотую медаль в личном зачете на чемпионате Европы по трейл-ориентированию (Словакия 2018).
Впервые на Всероссийских соревнованиях по трейл-ориентированию принял участие в соревнованиях в 2007 году на чемпионате России спорта лиц ПОДА в Пскове и по сумме двух дней на классической дистанции занял второе место (автор дистанций А. И. Кобзарев).
В том же году впервые стартовал в составе сборной России на чемпионате мира по трейл-ориентированию.
Многократно становился паралимпийским чемпионом России и обладателем Кубка России по трейл-ориентированию.
Первый успех на международной арене — Международные соревнования в Юрмале 2008 год — 1 место в личном зачете.
Впервые на подиум (цветочный пьедестал) чемпионатов мира взошел в Финляндии на WTOC2013 (Чемпионате мира по трейл-ориентированию 2013 года) — шестое: место в паралимпийском классе на классической дистанции (PreO — Paralimp class).
Первая медаль на официальных соревнованиях Международной Федерации Ориентирования (International Orienteering Federation) — ETOC2016 (Чемпионат Европы по трейл-ориентированию) — 3 место в эстафете паралимпийского класса (TrailO Relay — Paralimp Class).
Как пишет доцент В. Е. Шматов в книге «Шматовы. Хроники рода»: «Среди современных Шматовых самый известный — паралимпиец Павел Шматов, уроженец Липецка, ставший абсолютным победителем чемпионата России по спортивному ориентированию среди людей с повреждением опорно-двигательного аппарата. Его результат превзошел показатели даже физически здоровых спортсменов.» (https://riavrn.ru/news/nizhedevidtsam-predstavili-khroniki-roda-shmatovykh/ Архивная копия от 14 октября 2017 на Wayback Machine)
Параллельно трейл-ориентированию на всероссийской и международной арене успешно участвовал в соревнованиях по спортивным танцам на колясках. https://www.youtube.com/watch?v=e4xEY_PG1l4 или https://www.youtube.com/watch?v=qRE8I6nt6ZY Одномоментно на высшем уровне специализироваться в двух видах спорта практически невозможно. И в какой-то момент Павел принял решение в пользу трейл-ориентирования.
В 2018 году — Павел Шматов становится Чемпионом Европы в «паралимпийском классе» в личном зачете на классической дистанции (PreO). Соревнования проходили в окрестностях г. Братислава (Словакия).
В период 2020—2021 годы Чемпионаты Мира и Европы из-за пандемии короно-вируса не проводились. Лучшие результат на Чемпионатах и Кубках России 2021 года:
- Победитель «Кубка России спорта лиц с поражением ОДА» — Дзержинск, Нижегородской обл. — на «Классической дистанции (PreO)» по группе Мужчины O1-O3;
- Победитель «Кубка России спорта лиц с поражением ОДА» — Дзержинск, Нижегородской обл. — на дистанции «Спринт» по группе Мужчины O1-O3;
- Второе место на «Чемпионате России спорта лиц с поражением ОДА» — Псков — на «Классической дистанции (PreO)» по группе Мужчины O1-O3;
- Второе место на «Чемпионате России спорта лиц с поражением ОДА» — Псков — на дистанции «Спринт» по группе Мужчины O1-O3;
- Второе место на «Кубке Федерации спортивного ориентирования России» Липецк — на «Классической дистанции (PreO)» среди Мужчин (то есть среди здоровых!).

Впервые норматив Мастера спорта России выполнил в Ростове-на-Дону на Чемпионате России спорта лиц с поражением ОДА в 2009 г.

## Звания
- «Мастер спорта России международного класса» присвоено в 2017 году приказом Министерства спорта России № 168нг.
- «Заслуженный мастер спорта России» присвоено приказом Министерства спорта России от 03 марта 2020 года № 16нг.